# الجدول الزمني لمرض شاغاس
هذا هو جدول زمني ل مرض شاغاس ، يصف الأحداث الرئيسية مثل التطورات العلمية والطبية، فضلا عن المنظمات والحملات الرئيسية التي تهدف إلى مكافحة المرض.
| السنة\الفترة            | التطوير الرئيسي |
| ----------------------- | --- |
| القرن السادس عشر فصاعدا | عند وصول الأسبان في أمريكا الجنوبية، سجلت العديد من الاعداد من قبل المسافرين والأطباء الذين يصفون المرضى الذين يعانون من أعراض تشبه أعراض داء شاغاس |
| 1920–1930               | اكتشف سلفادور مازا وغيره حوالي 1400 حالة من مرض داء شاغاس في الأرجنتين غران تشاكو في هذه العقود، في منطقة أخفق فيها آخرون في تحديد حالة في العقود السابقة. |
| 1940                    | إدخال اختبارات تشخيصية مصليّة تُظهر أن العدوى مع داء شاغاس المسبّب للطفيل التريبانوسوما كروزي منتشرة على نطاق واسع في أمريكا اللاتينية |
| 1950                    | تبدأ برامج الوقاية من داء شاغاس. في أمريكا الوسطى ، يعتبر وجود داء شاغاس المتجه إلى رودينوس بروليكسيس مشكلة صحية عامة. |
| 1980–1990               | يتم تحسين الوقاية من داء شاغاس بشكل كبير من خلال التحكم الواسع بالنواقل وفحص المتبرعين بالدم. و يتراجع عبء المرض التقديري من حيث سنوات العمر المعدلة حسب الإعاقة من2 · 7 مليون في عام 1990 إلى 596000 في عام 2001 في المخروط الجنوبي. |
| السنوات الأخيرة         | بسبب هجرة الأشخاص المصابين بمرض شاغاس المسبّب للطفيل التريبانوسوما كروزي من البلدان الموبوءة، أصبح مرض شاغاس مشكلة صحية عالمية بشكل متزايد. في الوقت الحاضر، يقدر عدد المصابين بمرض شاغاس بحوالي 7 إلى 8 ملايين شخص، مما يسبب طفيلي المثقبية الكروزية، ومعظمهم في أمريكا اللاتينية، وأكثر من 25 مليون شخص معرضون لخطر الإصابة بمرض شاغاس. في عام 2008 وحده، تم الإبلاغ عن أكثر من 10000 حالة وفاة من مرض شاغاس. |

## الجدول الزمني كاملا
. ||

| السنة\الفترة | نوع الحدث الحاصل | الحدث | الموقع الجغرافي  |
| ------------ | --- | --- | ---------------- |
| 7-10 مليون   | | ربما تم إدخال سلف طفيليات داء شاغاس التريبانوسوما كروزي إلى أمريكا الجنوبية عبر الخفافيش \|\| أمريكا الجنوبية |                  |
| ~15000 BP    | عدوى | يبدأ داء شاغاس التريبانوسوما كروزي في التأثير على البشر عند وصولهم إلى الأمريكتين. \|\| أمريكتان |                  |
| ~9000 BP     | عدوى | إن أول اكتشاف للعدوى بالطفيل التريبانوسوما كروزي في الإنسان يأتي من مومياء شنكورو. داء شاغاس المسبب للطفيل الطفيلي (التريبانوسوما) يمكن أيضاً العثور على عدوى كروزي في مومياوات من الثقافات اللاحقة التي نجحت في تشينكوروس، وكانت تعيش في نفس المنطقة حتى وقت الفتح الأسباني في القرن السادس عشر. | أمريكا الجنوبية  |
| 1707         | التطور الطبي | الطبيب البرتغالي ميغيل دياز بيمنتا ينشر كتابا يشير أولا إلى تقرير سريري يتعلق بأعراض معوية محتملة لمرض شاغاس. تصف بيمنتا حالة، تُعرف باسم "بيتشو" ، "التي تؤدي إلى الاحتفاظ بالبدلات، مما يتسبب في عدم رغبة المريض في تناول الطعام" ر \|\| |                  |
| 1735         | التطور الطبي | الطبيب البرتغالي، لويس جوميز فيريرا يصف الحساب على متلازمة megagisceral لمرض شاغاس . \|\| |                  |
| 1835         | تقرير | خلال رحلة البيجل ، كتب عالم الطبيعة البريطاني تشارلز داروين حساب عملية مص الدم من حشرة ترياتومني (المعروفة باسم بنشوكا أو الحشرة السوداء الكبيرة من بامبس) تهاجمه. واستناداً إلى هذا اللقاء وأعراض داروين الطويلة الأمد والعصبية، سيكون من المفترض أن داروين كان يعاني من مرض شاغاس في وقت لاحق من حياته. وعلى الرغم من كل هذا، فإن الدور الحاسم لحشرات الترياتومين في نقل داء شاغاس سيظل غير مكتشوف حتى عام 1909. . \|\| الأرجنتين      |                  |
| 1873         | التطور الطبي | يصف الطبيب الدانماركي ثيودورو لانغجارد مرض داء شاغاس بأنه "mal de engasgo" على الأرجح يشير إلى عسر البلع . . \|\| البرازيل |                  |
| 1909         | التطور العلمي | العالم البرازيلي كارلوس شاغاس ، بعد سنوات من البحث عن المثقبيات، يجد العلاقة بين هذه الممرضات وطفلة محملة تبلغ من العمر عامين مع تضخم الطحال والكبد وتضخم الغدد الليمفاوية. يكتشف داء شاغاس مرضًا بشريًا جديدًا سيحمل اسمه قريبًا . \|\| البرازيل |                  |
| 1913         | التطور العلمي | تشير تقارير نتان لارير عن العثور على داء شاغاس يسبب الطفيليات المثقبية الكروزي في حليب الحيوانات المختبرية . \|\| |                  |
| 1915         | رودينوس برولكسيس، واحدة من المتجهات الرئيسية للداء التريبانوسوما كروزى (العامل المسبب لمرض شاغاس) في أمريكا الوسطى، تم اكتشافها في السلفادور . \|\| السلفادور | |                  |
| 1930–1939    | التطور العلمي | يصف عالم الأوبئة الأرجنتيني سلفادور مازا أكثر من ألف حالة مرض شاغاس في مقاطعة تشاكو الأرجنتينية. ماززا هو أول من أثار احتمال انتقال مرض شاغاس عن طريق نقل الدم . \|\| الأرجنتين |                  |
| 1934         | | تم الإبلاغ عن مرض داء شاغاس رودنيوس بروليكسوس لأول مرة في غواتيمالا \|\| غواتيمالا |                  |
| 1936         | تقارير الدراسة وجدت تجريبيا في حليب الأمهات في المرحلة الحادة من داء شاغاس . \|\|                                                                             | |                  |
| 1939         | التطور العلمي | الكيميائي السويسري يكتشف خصائص مبيد الحشرات في كلوريد أورغن كلورايدور. وهذا من شأنه أن يسمح بمكافحة ناقلات الأمراض في الأربعينات عندما يتم تطوير أول مبيدات حشرية عضوية |                  |

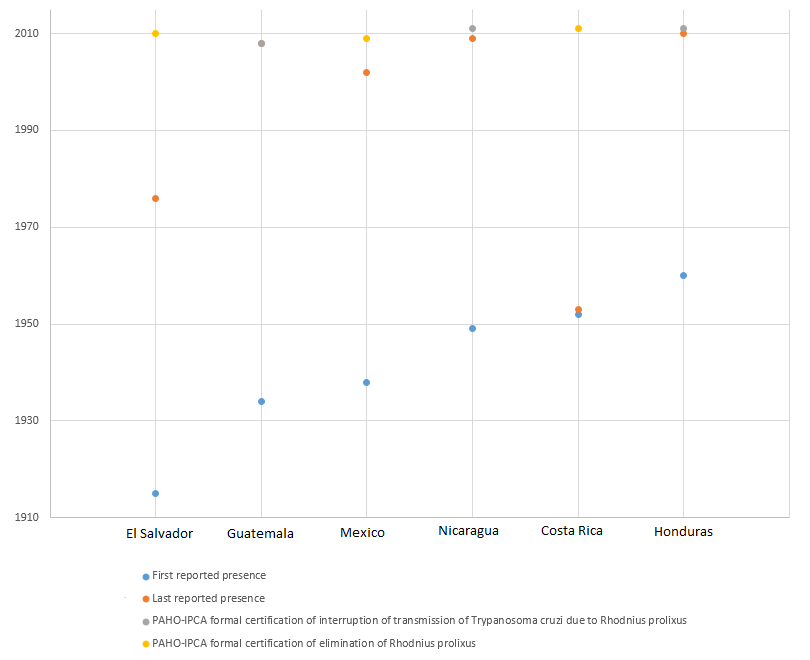
الإبلاغ الأول والأخير عن وجود داء شاغاس المتجه رودينوس بروليكسيس في أمريكا الوسطى والمكسيك.

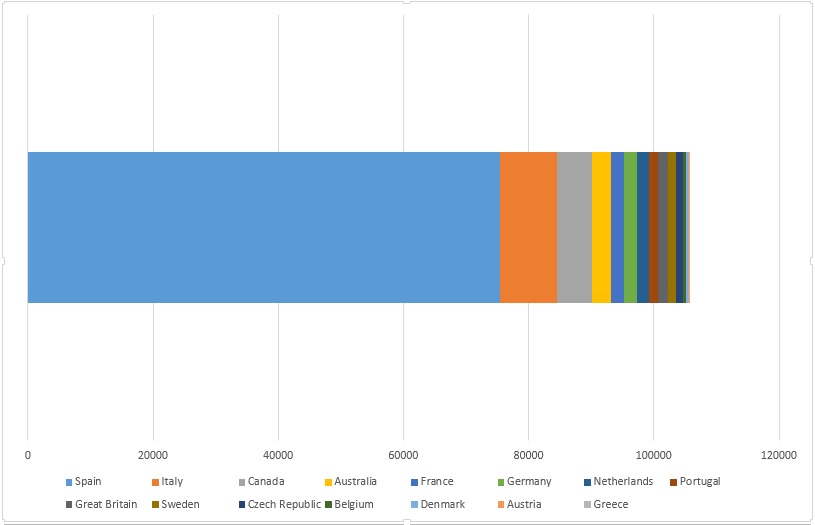
العدد التقديري للمهاجرين المصابين بالداء المثقاني الكروزي في البلدان الأوروبية.

| 1947         | تطوير الوقاية | تم إطلاق مبيد حشري سداسي كلورو حلقي الهكسان (BHC) وأوصى باستخدامه كبديل التحكم الأول ضد ناقلات داء شاغاس. ولسنوات عديدة قادمة، ستظل شركة BHC هي الدعامة الأساسية لحملة وحملات مكافحة ناقلات الأمراض في داء شاغاس \|\| |                  |
| 1949         | | Cتم الإبلاغ عن مرض ناقل داء شاغاس رودنيوس بروليكسيس '، لأول مرة في نيكاراغوا \|\| نيكاراغوا |                  |
| 1953         | التطور الطبي | تم العثور على صباغ كريستال بنفسجي لقتل طفيل داء شاغاس تريبانوسوما كروزية 'في الحفاظ على الدم. منذ ذلك الحين، سيتم استخدام الصبغة على نطاق واسع في بنوك الدم في المناطق الموبوءة للقضاء على الطفيلي من الدم المستخدم في نقل الدم . \|\| |                  |
| 1953         | | تم الإبلاغ عن مرض متلازمة داء شاغاس "[رودنيوس بروليكسيس]" ، لأول مرة في كوستاريكا . \|\| كوستاريكا |                  |
| 1956–1959    | | داء شاغاس المتجه "رودنيوس بروليكسيس" ، تم الإبلاغ عنه لأول مرة في هندوراس . \|\| هندوراس |                  |
| 1966         | التطور الطبي | تقدم شركة الرعاية الصحية السويسرية متعددة الجنسيات هوفمان-لاروش بنزينيدازول للعلاج [[شاغاس disease]]. | سويسرا           |
| 1970         | التطور الطبي | تقدم شركة باير الألمانية متعددة الجنسيات دواء نيفورتيموكس لعلاج مرض شاغاس. | المانيا          |
| 1975         | اطلاق البرنامج | تبدأ البرازيل تشغيل برنامج مكافحة [داء شاغاس]. في ذلك الوقت، 711 من أصل أكثر من 5000 بلدية لديها تريوماتين - منازل مصابة يستهدفها البرنامج . \|\| برازيل |                  |
| 1975–1978    | اطلاق البرنامج | تجري وزارة الصحة في البرازيل استقصاءً مصلياً في المناطق الموبوءة [بمرض شاغاس] وتكتشف 4.1 ٪ من الأفراد إيجابيين، أي ما يعادل 80000 حالة من المرض. | برازيل           |
| 1983         | اطلاق البرنامج | أطلقت البرازيل حملة وطنية لمكافحة ناقلات الأمراض [داء شاغاس]. بحلول عام 1986 ، سيتم تحقيق 75 ٪ من الأهداف الأولية . \|\| برازيل |                  |
| 1986         | تقرير | أبلغت البرازيل 186 بلدية موبوءة بنواقل تريوماتومين (ناقلات داء شاغاس . \|\| برازيل |                  |
| 1991         | اطلاق البرنامج | تم إطلاق مبادرة المخروط الجنوبي (INCOSUR) ، وهو برنامج رقابة حكومي إقليمي متفق عليه بين حكومات الأرجنتين وبوليفيا والبرازيل وشيلي وباراغواي وأوروغواي وبيرو، مع الأهداف الأصلية المتمثلة في القضاء على جميع السكان المحليين والأصحاء من المتجه الرئيسي ' "تراتوما انفانتاس" ونقل "تريبانوسوما كروزي" عن طريق نقل الدم في بلدان المخروط الجنوبي بحلول عام 2000 . \|\| الأرجنتين ، بوليفيا ، البرازيل ، شيلي ، باراغواي ، أوروغواي ، بيرو |                  |
| 1993         | تقرير | البرازيل تبلغ 83 بلدية موبوءة بنواقل تريوماتومين ناقلات داء شاغاس . \|\| برازيل |                  |
| 1997         | استئصال | السيطرة على انتقال عدوى داء شاغاس بواسطة المتجه "تريتوما إنفيستانز" معتمد في أوروغواي من قبل منظمة صحة الأمريكيين . \|\| الأوروغواي |                  |
| 1997         | إطلاق البرنامج | تم إطلاق مبادرة دول الأنديز (IAC) من قبل كولومبيا والإكوادور وبيرو وفنزويلا بهدف وقف الانتقال عن طريق ناقل ونقل داء شاغاس في المنطقة . \|\| كولومبيا, الاكوادور, بيرو, فينزويلا |                  |
| 1997         | إطلاق البرنامج | أطلقت مبادرة أمريكا الوسطى والمكسيك بهدف وقف انتقال مرض داء شاغاس من خلال ناقل الرودوس بروليكسس، مما أدى إلى تقليل الإصابة المحلية عن طريق ناقل ثلاثي الأطياف شقي وقاطع انتقال الطفيليات التريبانوزوما كروزية من خلال نقل الدم. . \|\| |                  |
| 1998         | إطلاق البرنامج | حددت جمعية الصحة العالمية وآخرون هدف وقف انتشار داء شاغاس بحلول عام 2005 (لم يتحقق). |                  |
| 1999         | استئصال | يتم اعتماد التحكم في انتقال عدوى مرض شاغاس من قبل المتعطِّرات ترياتوما في شيلي من قبل منظمة الصحة الأمريكية . \|\| شيلي |                  |
| 2002         | تقرير | ويُحسب عبء داء شاغاس في أمريكا اللاتينية ليصل إلى 2.7 ضعف العبء المشترك للملاريا، والبلهارسيا، وداء الليشمانيا والجذام، ويبلغ 670000 سنة من سنوات العمر المعدلة حسب الإعاقة من خلال تأثيره على إنتاجية العامل، والإعاقة المبكرة، الموت. . | أمريكا اللاتينية |
| 2002         | تنظيم | تنظم منظمة البلدان الأمريكية (AMCHA) مبادرة "أمشا" (AMCHA) بهدف تقييم مخاطر توطين داء شاغاس في إقليم الأمازون، وتحديد البحوث اللازمة لرصد ومكافحة داء شاغاس في المنطقة، الرصد والوقاية واقتراح نظام تعاون دولي. يتم تمثيل تسعة من بلاد الأمازون: بوليفيا والبرازيل وكولومبيا والإكوادور وغيانا وغويانا الفرنسية وبيرو وسورينام وفنزويلا.                                                                                                | برازيل (مانوس)   |
| 2006         | استئصال | يتم اعتماد التحكم في انتقال عدوى مرض شاغاس من قبل المتعطِّرات تريوتوما في البرازيل من قبل منظمة الصحة الأمريكية. . \|\| برازيل |                  |
| 2008         | استئصال | أصبحت غواتيمالا أول دولة في أمريكا الوسطى تحصل على شهادة رسمية بأنها خالية من انتقال مرض شاغاس بسبب رودينوس بروليكسيس . | غواتيمالا        |
| 2011         | الاستئصال | جميع البلدان الموبوءة سابقاً في أمريكا الوسطى، بالإضافة إلى المكسيك، مصادق عليها رسمياً بأنها خالية من انتقال مرض شاغاس بسبب ناقلها المحلي الرئيسي، رودانيوس برليكسس . \|\| المكسيك, بيليزي, السلفادور, غواتيمالا, هندوراس, نيكاراغوا, كوستا ريكا |                  |